# Estilo rainha Ana
Estilo rainha Ana (em inglês: Style Queen Anne) é um estilo da arquitetura britânica que refere-se à arquitetura barroca inglesa da época da rainha Ana (r. 1702–1714) ou a uma forma revivida que se tornou popular durante o último quarto do século XIX e as primeiras décadas do século XX (que é conhecida como Queen Anne Revival). Em outras partes do mundo onde se fala inglês,Queen Anne se refere a estilos totalmente diferentes.[carece de fontes?]

## Visão geral
Com relação à arquitetura britânica, o termo é usado principalmente para edifícios domésticos até o tamanho de uma mansão, e geralmente projetado elegantemente, mas simplesmente por construtores locais ou arquitetos, em vez dos grandes palácios de nobres magnatas. O termo não é frequentemente usado para igrejas. Ao contrário do uso americano do termo, caracteriza-se por uma simetria fortemente bilateral, com um pedimento italiano ou palladiano derivado na elevação formal da frente.[carece de fontes?]

Hampton Court Palace

As cores foram feitas para contrastar com o uso de tijolos vermelhos cuidadosamente escolhidos para as paredes, com detalhes em uma pedra mais leve que, muitas vezes, é ricamente esculpida. Christopher Wren utilizou essa técnica, que alcançou um efeito rico por um custo consideravelmente menor do que usar a pedra como um enfrentamento por toda parte, em sua reconstrução do Hampton Court Palace, encomendado por William e Mary. Aqui ele se harmonizou bem com as partes Tudor restantes do palácio. Este exemplo altamente visível influenciou profundamente muitos outros.[carece de fontes?]